# 恋するレシピ 〜理想のオトコの作り方〜
『恋するレシピ 〜理想のオトコの作り方〜』（こいするレシピ りそうのおとこのつくりかた、原題：Failure to Launch）は、2006年にアメリカで製作されたロマンティック・コメディ映画。日本では劇場公開されずビデオスルーになった。

## ストーリー
35歳になるトリップは、未だに親離れができておらず、両親と同居し気楽に暮らしていた。そんな息子の行く末が心配になった両親は、カウンセラーのポーラに息子の自立を依頼する。彼女は過去に多くの親離れできていない男を自立させてきたスペシャリストであった。そんな彼女が行ってきた方法とは、対象の男性を自分の魅力の虜にして、自ら家を出て行かせるというものだった。だが、あくまで仕事として男性に接してきた彼女は、対象に特別な感情を抱いたことなど、今まで一切ないのだった。しかし、トリップはそんな今までの男性とは違っていたため、次第に彼女は彼に惹かれて行ってしまう。

## キャスト
トリップ
演 - マシュー・マコノヒー、吹替 - 森田順平
両親と同居中の35歳独身男。仕事はヨットのセールス。
ポーラ
演 - サラ・ジェシカ・パーカー、吹替 - 永島由子
カウンセラー。トリップの両親に雇われ、トリップの恋人になる。
キット
演 - ズーイー・デシャネル、吹替 - 込山順子
ポーラとハウスシェアしている親友。
エース
演 - ジャスティン・バーサ、吹替 - 川島得愛
トリップの親友。親と同居中。
キットに一目惚れする。
デモ
演 - ブラッドレイ・クーパー、吹替 - 後藤敦
トリップの親友。親と同居中。
トリップの辛い過去をポーラに教える。
メリッサ
演 - キャサリン・ウィニック
トリップの恋人。
トリップが両親と同居していると知ってトリップを捨てる。
アル
演 - テリー・ブラッドショウ、吹替 - 青野武
トリップの父親。実はヌーディスト。
スー
演 - キャシー・ベイツ、吹替 - 磯辺万沙子
トリップの母親。トリップの自立を望むも子離れできていない。

## スタッフ
- 監督：トム・デイ
- 製作：スコット・アヴァーサノ、スコット・ルーディン
- 製作総指揮：ロン・ボズマン
- 脚本：トム・J・アッスル、マット・エンバー
- 撮影：クラウディオ・ミランダ
- 音楽：ロルフ・ケント
- 編集：スティーヴン・ローゼンブラム